# Томмі Коно
Томмі Коно (англ. Tommy Kono, 27 червня 1930 — 24 квітня 2016) — американський важкоатлет.
Олімпійський чемпіон 1952 (до 67,5 кг), 1956 (до 82,5 кг) років, срібний призер 1960 року в категорії до 75 кг.
Переможець Панамериканських ігор 1955 (до 82,5 кг), 1959 (до 75 кг), 1963 (до 82,5 кг) років.
Чемпіон світу 1953 (до 75 кг), 1954 (до 82,5 кг), 1955 (до 82,5 кг), 1957 (до 75 кг), 1958 (до 75 кг), 1959 (до 75 кг) років, срібний призер 1962 року в категорії до 82,5 кг, бронзовий призер 1961 року в категорії до 82,5 кг.